# Braunschweiger Weltchronik

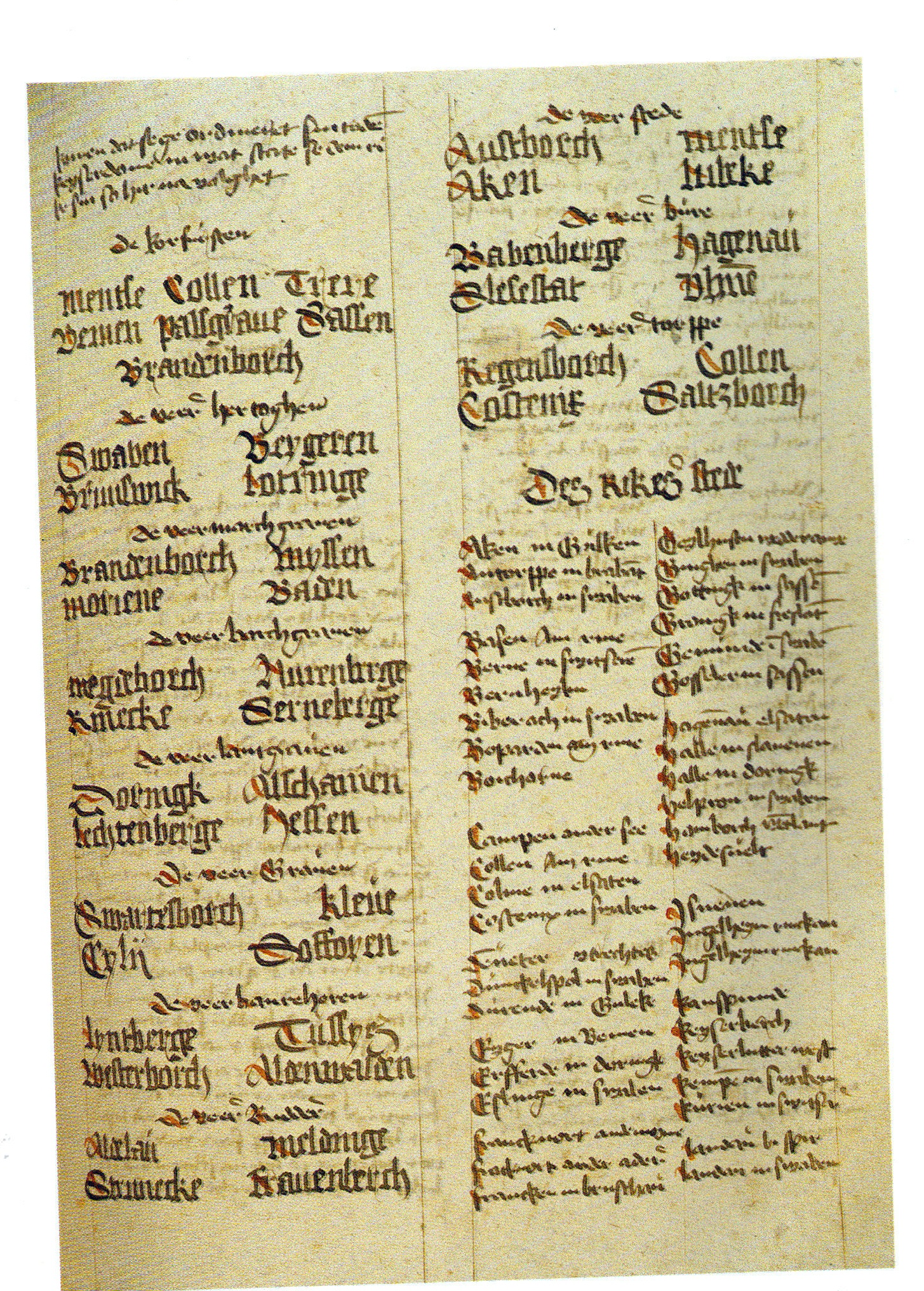
Seite aus der Chronik

Die Braunschweiger Weltchronik ist eine 450 Blätter umfassende handschriftliche Weltchronik des in Braunschweig tätigen Zollschreibers, mittelniederdeutschen Chronisten und Schriftstellers Hermann Bote. Sie entstand um 1500.

## Hintergrund
Bote begann um 1493 mit der Niederschrift des als Braunschweiger Weltchronik bekannten Werks. Das Manuskript wurde zunächst als Hetlingische Weltchronik oder Halberstädter Weltchronik (Halb. HS) bezeichnet. Bote brach um 1502 diese Arbeit ab, um sich bis 1504 seiner neuen Aufgabe, dem Verfassen der Hannoverschen Weltchronik (Hann. HS), zu widmen, der er noch bis 1518 Nachträge hinzufügte. Beide Chroniken weisen viele Gemeinsamkeiten auf.
Die Chronik beginnt am Zeitpunkt der Erschaffung der Welt und gliedert sich nach sechs Weltaltern. Die erste Fassung (1493–1502) enthält eine chronologische Darstellung bis hin zum Jahr 1438. Die zweite Fassung (1502–1504 + Ergänzungen) befasst sich inhaltlich mehr mit der Darstellung der Geschichte einzelner Länder, insbesondere mit Sachsen, Braunschweig und den norddeutschen Bistümern, und behandelt die allgemeine Weltgeschichte in gekürzter Form. Beide Handschriften sind vom Autor selbst illustrierte Autographen.

## Beschreibung
Verfasst wurde die Schrift auf Papier in einer Blattgröße von 346 × 255 mm. Die Texte auf den Seiten sind jeweils auf zwei Spalten mit einer unterschiedlichen Anzahl an Zeilen verteilt. Als Verfasser der Texte gilt Hermen (Hermann) Bote. Als Entstehungszeitraum für das mit mehr als 400 Illustrationen geschmückte Werk werden die Jahre 1493 bis 1502 angenommen. Die Bilder zeigen unter anderem 127 Stadtansichten, wobei die Ansicht von London fehlt. Verfasst wurde es in der niederdeutschen (ostfälischen) Schreibsprache.
Laut den Einträgen auf dem vorderen Spiegelblatt befand sich die Handschrift im Besitz einer Familie Hetling in Halberstadt, woraus sich auch der frühere Name Hetlingische Weltchronik ableitet. Um 1880 kam sie an eine Familie Heine, von dort an einen Oberlandesgerichtsrat Hecht. Bis dahin war sie in Halberstadt, daher der Name Halberstädter Weltchronik. Nach dem Ende des Zweiten Weltkriegs war sie Eigentum Rudolf Schulz-Schaeffers in Marburg, von dem sie durch Richard Moderhack am 16. Dezember 1957 für das Stadtarchiv Braunschweig erworben wurde (Accessionsvermerk acc 57/64 auf dem Spiegelblatt). Im Jahr 1965 wurde sie von G. Eisfeld in Schöningen restauriert.
Insgesamt wird der Umfang mit 450 Blättern angegeben, wobei die von Bote verfasste Chronik 399 Blätter umfasst. Einige davon sind beschädigt oder unvollständig und am Beginn und Ende fehlen etwa fünf Blätter. Die weiteren Texte Geschichte der Bischöfe von Halberstadt, Verzeichnis der Ratsherren von Halberstadt und das Verzeichnis der Äbtissinen von Quedlinburg, die gemeinsam mit der Handschrift verwahrt werden, wurden bis 1674 ergänzt.

## Inhalt
Die Weltchronik beleuchtet zunächst in kürzerer Form die ersten fünf Weltalter. Anschließend folgen nach Jahren gegliedert einzelne Nachrichten aus der Reichsgeschichte, die teilweise umfänglicher sind, wie beispielsweise die Berichte über die Entstehung des sächsischen Stammes. Bote orientierte sich vermutlich an älteren niederdeutschen Chroniken, da sich seine Beschreibungen überwiegend auf Ereignisse aus Norddeutschland beschränken. Er nutzte dafür eventuell die Magdeburger Schöppenchronik oder eine 1492 gedruckte Ausgabe der Cronecken der Sassen. Es konnte nicht genau ermittelt werden, woher er beispielsweise die Nachricht über den Tod des Ulenspeygel (Till Eulenspiegel, Tile von Kneitlingen), der nach seinen Angaben 1350 in Mölln an der Pest gestorben sein soll („dosülvest sterff Ulenspeygel to Möllen“), bezog. Sie endet mit dem Jahr 1438. Im Jahr 1732 wurde sie erstmals in Auszügen durch Caspar Abel der Öffentlichkeit vorgestellt. Unter den Stadtansichten ist auch eine von Braunschweig.

## Exemplare und Auszüge
- Erste Fassung: Braunschweiger Weltchronik. Braunschweig, Stadtarchiv, H VI 1: 28.
- Zweite Fassung: Hannoversche Weltchronik. Gottfried Wilhelm Leibniz Bibliothek, Niedersächsische Landesbibliothek, Hannover, Ms XI 66g.

Auszüge
- Caspar Abel: Sammlung Etlicher noch nicht gedruckten Alten Chronicken, als der Nieder-Sächsischen, Halberstädtschen, Quedlinburgischen, Ascherslebischen, und Ermslebischen …. : samt einer Zugabe zu den Teutschen und Sächsischen Alterthümern …. Ludolph Schröder, Braunschweig 1732 S. 27–251 (digitale-sammlungen.de).
- Gerhard Cordes: Auswahl aus den Werken von Hermann Bote (= Texte zur deutschen Philologie und Literaturgeschichte.) Wolfenbütteler Verlags Anstalt, Wolfenbüttel / Hannover 1948, 19–28.